# Settimana Ciclistica Lombarda 2007
La Settimana Ciclistica Lombarda 2007, trentasettesima edizione della corsa e valida come evento del circuito UCI Europe Tour 2007 categoria 2.1,, si svolse dal 5 al 9 aprile 2007 in quattro tappe precedute da un prologo, per un percorso totale di 662 km. Fu vinta dal russo Aleksandr Efimkin che concluse la gara in 15 ore 13 minuti e 15 secondi, alla media di 43,49 km/h.

## Tappe
| Tappa  | Data     | Percorso                                    | km    | Vincitore di tappa | Leader cl. generale |
| ------ | -------- | ------------------------------------------- | ----- | ------------------ | ------------------- |
| Prol.  | 5 aprile | Bergamo (cronosquadre)                      | 3     | Liquigas           | Francesco Failli    |
| 1ª     | 6 aprile | Vertova > Vertova                           | 146,1 | Roman Kreuziger    | Roman Kreuziger     |
| 2ª     | 7 aprile | Roncadelle > Roncadelle                     | 174,5 | Aleksandr Efimkin  | Aleksandr Efimkin   |
| 3ª     | 8 aprile | Brignano Gera d'Adda > Brignano Gera d'Adda | 175,2 | Ivan Quaranta      | Aleksandr Efimkin   |
| 4ª     | 9 aprile | Bergamo > Bergamo                           | 162,7 | Alessandro Vanotti | Aleksandr Efimkin   |
| Totale | Totale   | Totale                                      | 661,5 |                    |                     |

## Squadre e corridori partecipanti
| N.     | Cod. | Squadra                      |
| ------ | ---- | ---------------------------- |
| 1-7    | LAM  | Lampre-Fondital              |
| 9-16   | LIQ  | Liquigas                     |
| 17-24  | ASA  | Acqua & Sapone-Caffè Mokambo |
| 25-32  | BAR  | Barloworld                   |
| 33-40  | FLM  | Ceramica Flaminia            |
| 41-48  | PAN  | Ceramiche Panaria-Navigare   |
| 49-56  | ELK  | Elk Haus-Simplon             |
| 57-64  | OTC  | OTC Doors-Lauretana          |
| 65-72  | LPR  | LPR                          |
| 73-80  | VBG  | Volksbank-Vorarlberg         |
| 81-88  | TEN  | Tenax-Menikini               |
| 89-96  | CLM  | Serramenti PVC Diquigiovanni |
| 97-104 | ADR  | Adria Mobil                  |

| N.      | Cod. | Squadra                   |
| ------- | ---- | ------------------------- |
| 105-112 | AMO  | Amore & Vita-McDonald's   |
| 113-120 | AUR  | Aurum Hotels              |
| 121-128 | CEO  | Cinelli-Endeka-OPD        |
| 129-136 | HAD  | Hadimec                   |
| 137-144 | COS  | Kio-Ene-DMT               |
| 145-152 | LEG  | Legia - TV4               |
| 153-160 | MPM  | MapaMap-BantProfi         |
| 161-168 | MIE  | Miche                     |
| 169-176 | RB3  | Rabobank Continental Team |
| 177-183 | RAR  | Radenska PowerBar         |
| 185-192 | UCE  | Universal Caffè-Ecopetrol |
| 193-200 | SAI  | SouthAustralia.com        |

## Dettagli delle tappe

### Prologo
- 5 aprile: Bergamo > Bergamo – Cronometro a squadre – 3 km

Risultati
| Pos. | Squadra          | Tempo |
| ---- | ---------------- | ----- |
| 1    | Liquigas         | 4'20" |
| 2    | Team Barloworld  | a 3"  |
| 3    | Panaria-Navigare | a 6"  |

| Pos. | Corridore        | Squadra  | Tempo |
| ---- | ---------------- | -------- | ----- |
| 1    | Francesco Failli | Liquigas | 4'20" |
| 2    | Dario Cataldo    | Liquigas | s.t.  |
| 3    | Roman Kreuziger  | Liquigas | s.t.  |

### 1ª tappa
- 6 aprile: Vertova > Vertova – 146,1 km

Risultati
| Pos. | Corridore         | Squadra      | Tempo    |
| ---- | ----------------- | ------------ | -------- |
| 1    | Roman Kreuziger   | Liquigas     | 3h30'24" |
| 2    | Giuseppe Palumbo  | Acqua & Sap. | a 2"     |
| 3    | Aleksandr Efimkin | Barloworld   | s.t.     |

| Pos. | Corridore          | Squadra  | Tempo    |
| ---- | ------------------ | -------- | -------- |
| 1    | Roman Kreuziger    | Liquigas | 3h34'44" |
| 2    | Alessandro Vanotti | Liquigas | a 2"     |
| 3    | Dario Cataldo      | Liquigas | s.t.     |

### 2ª tappa
- 7 aprile: Roncadelle > Roncadelle – 174,5 km

Risultati
| Pos. | Corridore           | Squadra    | Tempo    |
| ---- | ------------------- | ---------- | -------- |
| 1    | Aleksandr Efimkin   | Barloworld | 4h10'17" |
| 2    | Sylwester Szmyd     | Lampre     | a 21"    |
| 3    | Daniele Pietropolli | Tenax      | a 24"    |

| Pos. | Corridore          | Squadra        | Tempo    |
| ---- | ------------------ | -------------- | -------- |
| 1    | Aleksandr Efimkin  | Barloworld     | 7h45'06" |
| 2    | Domenico Pozzovivo | Panaria-Navig. | a 27"    |
| 3    | Sylwester Szmyd    | Lampre         | s.t.     |

### 3ª tappa
- 8 aprile: Brignano Gera d'Adda > Brignano Gera d'Adda – 175,2 km

Risultati
| Pos. | Corridore         | Squadra      | Tempo    |
| ---- | ----------------- | ------------ | -------- |
| 1    | Ivan Quaranta     | Amore & Vita | 3h43'35" |
| 2    | Danilo Napolitano | Lampre       | s.t.     |
| 3    | Mattia Gavazzi    | Kio-Ene-Ton. | s.t.     |

| Pos. | Corridore          | Squadra        | Tempo     |
| ---- | ------------------ | -------------- | --------- |
| 1    | Aleksandr Efimkin  | Barloworld     | 11h28'41" |
| 2    | Sylwester Szmyd    | Lampre         | a 27"     |
| 3    | Domenico Pozzovivo | Panaria-Navig. | s.t.      |

### 4ª tappa
- 9 aprile: Bergamo > Bergamo – 162,7 km

Risultati
| Pos. | Corridore           | Squadra  | Tempo    |
| ---- | ------------------- | -------- | -------- |
| 1    | Alessandro Vanotti  | Liquigas | 3h44'34" |
| 2    | Daniele Pietropolli | Tenax    | s.t.     |
| 3    | Eros Capecchi       | Liquigas | s.t.     |

| Pos. | Corridore          | Squadra        | Tempo     |
| ---- | ------------------ | -------------- | --------- |
| 1    | Aleksandr Efimkin  | Barloworld     | 15h13'15" |
| 2    | Sylwester Szmyd    | Lampre         | a 27"     |
| 3    | Domenico Pozzovivo | Panaria-Navig. | s.t.      |

## Classifiche finali

### Classifica generale
| Pos. | Corridore           | Squadra        | Tempo     |
| ---- | ------------------- | -------------- | --------- |
| 1    | Aleksandr Efimkin   | Barloworld     | 15h13'15" |
| 2    | Sylwester Szmyd     | Lampre         | a 27"     |
| 3    | Domenico Pozzovivo  | Panaria-Navig. | s.t.      |
| 4    | Luca Pierfelici     | Aurum Hotels   | a 31"     |
| 5    | Daniele Pietropolli | Tenax          | a 32"     |
| 6    | Roman Kreuziger     | Liquigas       | a 45"     |
| 7    | Félix Cárdenas      | Barloworld     | a 50"     |
| 8    | Marco Osella        | Kio-Ene-DMT    | a 58"     |
| 9    | Markus Eibegger     | Elk Haus       | a 59"     |
| 10   | Bauke Mollema       | Rabobank Cont. | a 1'01"   |